# Glee: The Music, Volume 1
Glee: The Music, Volume 1 è il primo album in studio di colonna sonora pubblicato dal cast della serie TV musicale Glee, prodotta negli Stati Uniti dalla Fox.
Il disco, uscito nel novembre 2009, contiene le cover tratte dai primi nove episodi della prima stagione.

## Tracce
1. Journey – Don't Stop Believin' – 3:50
2. REO Speedwagon – Can't Fight This Feeling – 3:29
3. Kanye West – Gold Digger (feat. Jamie Foxx) – 3:00
4. Rihanna – Take a Bow – 3:35
5. Jazmine Sullivan – Bust Your Windows – 4:19
6. Céline Dion – Taking Chances – 3:55
7. Heart – Alone (feat. Kristin Chenoweth) – 3:40
8. Liza Minnelli nel film Cabaret – Maybe This Time (feat. Kristin Chenoweth) – 2:57
9. Queen – Somebody to Love – 4:43
10. Jill Scott – Hate on Me – 0:52
11. Jordin Sparks & Chris Brown – No Air – 4:23
12. The Supremes – You Keep Me Hangin' On – 2:40
13. Avril Lavigne – Keep Holding On – 4:04
14. Young MC – Bust a Move – 4:24
15. Neil Diamond – Sweet Caroline – 1:58
16. Generation X / Billy Idol – Dancing with Myself – 3:10
17. Idina Menzel, Kristin Chenoweth e il cast di Wicked – Defying Gravity – 2:21

## Formazione
- Dianna Agron
- Kristin Chenoweth
- Chris Colfer
- Kamari Copeland
- Emily Gomez
- Nikki Hassman
- David Loucks
- Chris Mann
- Kevin McHale
- Lea Michele
- Cory Monteith
- Matthew Morrison
- Zac Poor
- Jasper Randall
- Amber Riley
- Mark Salling
- Jenna Ushkowitz
- Windy Wagner

## Classifiche
| Classifica (2009) | Posizione raggiunta |
| ----------------- | ------------------- |
| Australia         | 3                   |
| Canada            | 4                   |
| Stati Uniti       | 4                   |